# Kotchakorn Voraakhom
Kotchakorn Voraakhom, née en 1981, est une paysagiste thaïlandaise, à la tête du cabinet Landprocess. Elle a notamment réalisé plusieurs ouvrages dans la ville de Bangkok : toiture de l'université couverte de rizières, parcs... Elle a également fondé le Porous City Network, un groupe de consultants dont le but est d’apporter un soutien aux villes en difficulté. En 2019, elle est reconnue par le Time Magazine comme l'une des 100 femmes les plus influentes de l'année. En 2020, elle a été choisie par la BBC dans la liste de 100 femmes inspirantes et influentes du monde entier pour 2020 avec ses compatriotes la militante pro-démocratie Panusaya Sitijirawattanakul et l'actrice-mannequin ambassadrice de bonne volonté à l'ONU Cindy Bishop , la militante féministe birmane Nandar et la militante pro-démocratie de Hong-Kong Agnes Chow...

## Principales réalisations

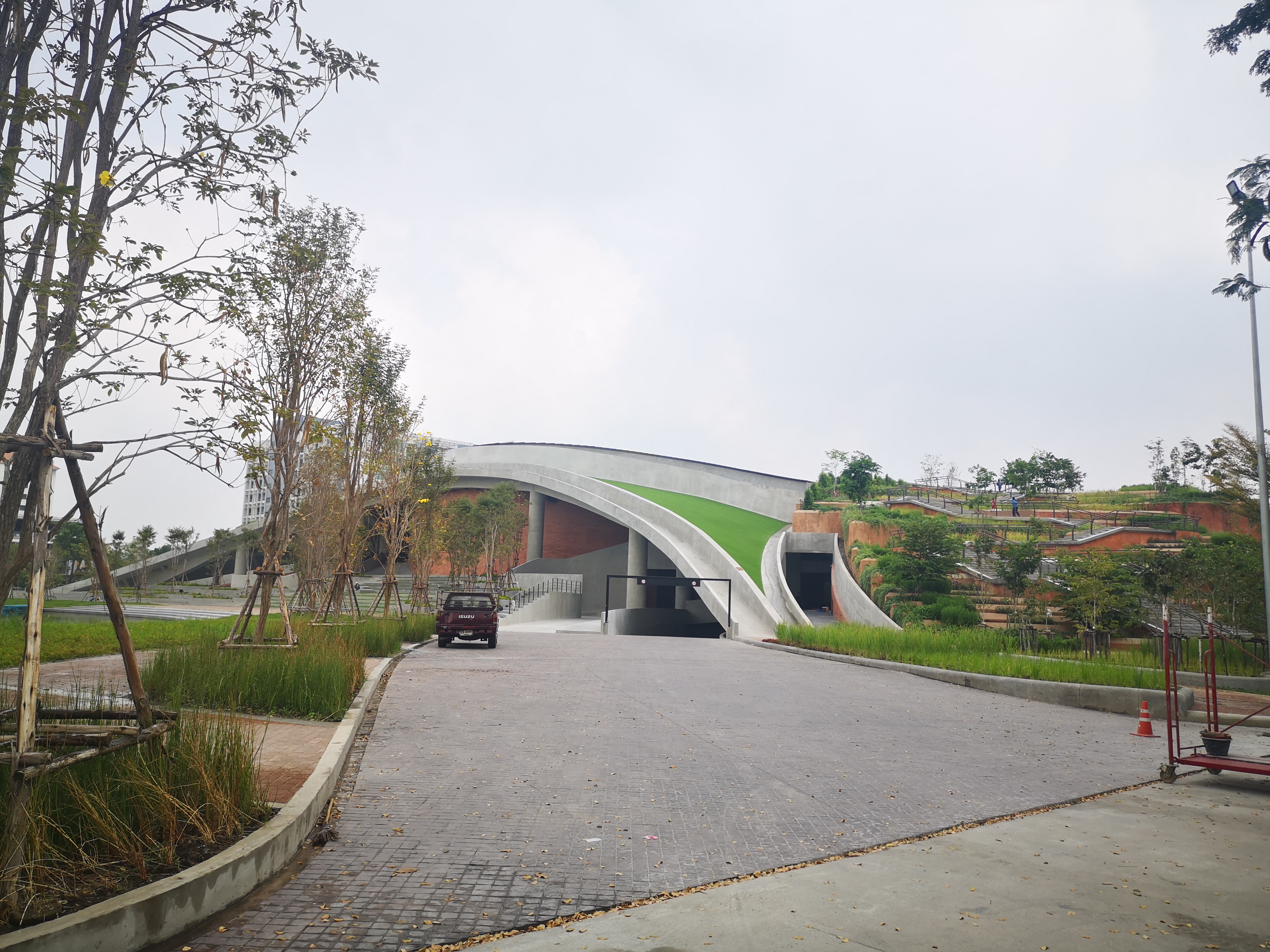
Parc de l'université de Bangkok.

- le Centenary Park inauguré en 2017 est équipé au sous-sol d'un immense réservoir d’eau ayant la forme d’un système racinaire. Ce dernier peut stocker jusqu’à 3,8 millions de litres d’eau. L’eau en question est recueillie grâce au plan incliné de la pelouse situé au centre du parc. Ainsi, la zone autour du lieu est soulagée en cas d’inondation.
- Elle a recouvert de rizières l'université Thammasat 2, à Bangkok, grâce à une toiture végétalisée en terrasse, de 7 000 m2[2]. C'est la plus grande toiture végétalisée d'Asie en 2019.